# Heterelmis vulnerata
Heterelmis vulnerata is een keversoort uit de familie beekkevers (Elmidae). De wetenschappelijke naam van de soort werd in 1874 gepubliceerd door John Lawrence LeConte.